# Skidskytte vid olympiska vinterspelen 2018
Skidskytte vid olympiska vinterspelen 2018 arrangerades i Alpensia skidskyttearena i Pyeongchang i Sydkorea. Totalt avgjordes 11 grenar.
Damernas distanstävling var planerad till 14 februari men flyttades fram till 15 februari på grund av starka vindar.

## Medaljsammanfattning
Damer
| Gren                          | Guld                                                                       | Guld                                                                       | Silver                                                        | Silver                                                        | Brons                                                                      | Brons                                                                      |
| ----------------------------- | -------------------------------------------------------------------------- | -------------------------------------------------------------------------- | ------------------------------------------------------------- | ------------------------------------------------------------- | -------------------------------------------------------------------------- | -------------------------------------------------------------------------- |
| Sprint, 7,5 km Detaljer...    | Laura Dahlmeier Tyskland                                                   | Laura Dahlmeier Tyskland                                                   | Marte Olsbu Norge                                             | Marte Olsbu Norge                                             | Veronika Vítková Tjeckien                                                  | Veronika Vítková Tjeckien                                                  |
| Jaktstart, 10 km Detaljer...  | Laura Dahlmeier Tyskland                                                   | Laura Dahlmeier Tyskland                                                   | Anastasija Kuzmina Slovakien                                  | Anastasija Kuzmina Slovakien                                  | Anaïs Bescond Frankrike                                                    | Anaïs Bescond Frankrike                                                    |
| Masstart, 12,5 km Detaljer... | Anastasija Kuzmina Slovakien                                               | Anastasija Kuzmina Slovakien                                               | Darja Domratjeva Belarus                                      | Darja Domratjeva Belarus                                      | Tiril Eckhoff Norge                                                        | Tiril Eckhoff Norge                                                        |
| Distans, 15 km Detaljer...    | Hanna Öberg Sverige                                                        | Hanna Öberg Sverige                                                        | Anastasija Kuzmina Slovakien                                  | Anastasija Kuzmina Slovakien                                  | Laura Dahlmeier Tyskland                                                   | Laura Dahlmeier Tyskland                                                   |
| Stafett, 4 × 6 km Detaljer... | Belarus Nadzeja Skardzina Iryna Kryuko Dzinara Alimbekava Darja Domratjeva | Belarus Nadzeja Skardzina Iryna Kryuko Dzinara Alimbekava Darja Domratjeva | Sverige Linn Persson Mona Brorsson Anna Magnusson Hanna Öberg | Sverige Linn Persson Mona Brorsson Anna Magnusson Hanna Öberg | Frankrike Anaïs Chevalier Marie Dorin Habert Justine Braisaz Anaïs Bescond | Frankrike Anaïs Chevalier Marie Dorin Habert Justine Braisaz Anaïs Bescond |

Herrar
| Gren                            | Guld                                                                      | Guld                                                                      | Silver                                                                        | Silver                                                                        | Brons                                                         | Brons                                                         |
| ------------------------------- | ------------------------------------------------------------------------- | ------------------------------------------------------------------------- | ----------------------------------------------------------------------------- | ----------------------------------------------------------------------------- | ------------------------------------------------------------- | ------------------------------------------------------------- |
| Sprint, 10 km Detaljer...       | Arnd Peiffer Tyskland                                                     | Arnd Peiffer Tyskland                                                     | Michal Krčmář Tjeckien                                                        | Michal Krčmář Tjeckien                                                        | Dominik Windisch Italien                                      | Dominik Windisch Italien                                      |
| Jaktstart, 12,5 km Detaljer...  | Martin Fourcade Frankrike                                                 | Martin Fourcade Frankrike                                                 | Sebastian Samuelsson Sverige                                                  | Sebastian Samuelsson Sverige                                                  | Benedikt Doll Tyskland                                        | Benedikt Doll Tyskland                                        |
| Masstart, 15 km Detaljer...     | Martin Fourcade Frankrike                                                 | Martin Fourcade Frankrike                                                 | Simon Schempp Tyskland                                                        | Simon Schempp Tyskland                                                        | Emil Hegle Svendsen Norge                                     | Emil Hegle Svendsen Norge                                     |
| Distans, 20 km Detaljer...      | Johannes Thingnes Bø Norge                                                | Johannes Thingnes Bø Norge                                                | Jakov Fak Slovenien                                                           | Jakov Fak Slovenien                                                           | Dominik Landertinger Österrike                                | Dominik Landertinger Österrike                                |
| Stafett, 4 × 7,5 km Detaljer... | Sverige Peppe Femling Jesper Nelin Sebastian Samuelsson Fredrik Lindström | Sverige Peppe Femling Jesper Nelin Sebastian Samuelsson Fredrik Lindström | Norge Lars Helge Birkeland Tarjei Bø Johannes Thingnes Bø Emil Hegle Svendsen | Norge Lars Helge Birkeland Tarjei Bø Johannes Thingnes Bø Emil Hegle Svendsen | Tyskland Erik Lesser Benedikt Doll Arnd Peiffer Simon Schempp | Tyskland Erik Lesser Benedikt Doll Arnd Peiffer Simon Schempp |

Mix
| Gren                   | Guld                                                                       | Guld                                                                       | Silver                                                                   | Silver                                                                   | Brons                                                              | Brons                                                              |
| ---------------------- | -------------------------------------------------------------------------- | -------------------------------------------------------------------------- | ------------------------------------------------------------------------ | ------------------------------------------------------------------------ | ------------------------------------------------------------------ | ------------------------------------------------------------------ |
| Mixstafett Detaljer... | Frankrike Marie Dorin Habert Anaïs Bescond Simon Desthieux Martin Fourcade | Frankrike Marie Dorin Habert Anaïs Bescond Simon Desthieux Martin Fourcade | Norge Marte Olsbu Tiril Eckhoff Johannes Thingnes Bø Emil Hegle Svendsen | Norge Marte Olsbu Tiril Eckhoff Johannes Thingnes Bø Emil Hegle Svendsen | Italien Lisa Vittozzi Dorothea Wierer Lukas Hofer Dominik Windisch | Italien Lisa Vittozzi Dorothea Wierer Lukas Hofer Dominik Windisch |

## Medaljtabell
| Pl. | Nation    | Guld | Silver | Brons | Totalt |
| --- | --------- | ---- | ------ | ----- | ------ |
| 1   | Tyskland  | 3    | 1      | 3     | 7      |
| 2   | Frankrike | 3    | 0      | 2     | 5      |
| 3   | Sverige   | 2    | 2      | 0     | 4      |
| 4   | Norge     | 1    | 3      | 2     | 6      |
| 5   | Slovakien | 1    | 2      | 0     | 3      |
| 6   | Belarus   | 1    | 1      | 0     | 2      |
| 7   | Tjeckien  | 0    | 1      | 1     | 2      |
| 8   | Slovenien | 0    | 1      | 0     | 1      |
| 9   | Italien   | 0    | 0      | 2     | 2      |
| 10  | Österrike | 0    | 0      | 1     | 1      |
|     | Totalt    | 11   | 11     | 11    | 33     |

### Fotnoter
1. ↑  ”Biathlon” (på engelska). Pyeongchang 2018 Sport. Arkiverad från originalet den 23 februari 2017. https://web.archive.org/web/20170223035023/https://www.pyeongchang2018.com/en/olympicstory/sports/snow/biathlon/view. Läst 1 maj 2017.
2. ↑  ”Damernas skidskytte 15 km uppskjutet”. SVT. https://www.svt.se/sport/pyeongchang-2018/damernas-skidskytte-15-km-uppskjutet/. Läst 14 februari 2018.
3. ↑  ”Biathlon - Women's 7.5km Sprint” (på engelska). Pyeongchang 2018. https://www.pyeongchang2018.com/en/game-time/results/OWG2018/resOWG2018/pdf/OWG2018/BTH/OWG2018_BTH_C73B_BTHW7.5KMSP-----------FNL-000100--.pdf. Läst 10 februari 2018.
4. ↑  Biathlon - Women's 10km Pursuit. pyeongchang2018.com. Läst 12 februari 2018.
5. ↑  Biathlon - Women's 12.5km Mass Start. pyeongchang2018.com. Läst 17 februari 2018.
6. ↑  Biathlon - Women's 15km Individual. pyeongchang2018.com. Läst 15 februari 2018.
7. ↑  ”Biathlon - Women's 4x6km Relay” (på engelska). Pyeongchang 2018. https://www.pyeongchang2018.com/en/game-time/results/OWG2018/resOWG2018/pdf/OWG2018/BTH/OWG2018_BTH_C73C_BTHW4X6KM-------------FNL-000100--.pdf. Läst 22 februari 2018.
8. ↑  ”Biathlon - Men's 10km Sprint” (på engelska). Pyeongchang 2018. https://www.pyeongchang2018.com/en/game-time/results/OWG2018/resOWG2018/pdf/OWG2018/BTH/OWG2018_BTH_C73B_BTHM10KMSP------------FNL-000100--.pdf. Läst 11 februari 2018.
9. ↑  Biathlon - Men's 12.5km Pursuit. pyeongchang2018.com. Läst 12 februari 2018.
10. ↑  Biathlon - Men's 15km Mass Start. pyeongchang2018.com. Läst 18 februari 2018.
11. ↑  Biathlon - Men's 20km Individual. pyeongchang2018.com. Läst 15 februari 2018.
12. ↑  Biathlon - Men's 4x7.5km Relay. pyeongchang2018.com. Läst 23 februari 2018.
13. ↑  Biathlon - 2x6km Women + 2x7.5km Men Mixed Relay. pyeongchang2018.com. Läst 20 februari 2018.